# Salvatore Moriconi
Salvatore Moriconi (Terni, 6 marzo 1914 – strada per Cherta, 8 aprile 1938) è stato un militare italiano, decorato con la medaglia d'oro al valor militare alla memoria nel corso della guerra di Spagna.

## Biografia
Nacque a Terni nel 1914, figlio di Pierino e Elvira Fiorelli. Ultimati gli studi presso l'Istituto tecnico per geometri "Federico Cesi" di Terni, nel maggio 1936 fu arruolato nel Regio Esercito e ammesso a frequentare il corso allievi ufficiali di complemento presso il 94º Reggimento fanteria "Messina" di stanza a Fano. Nominato aspirante nell'aprile 1937, viene assegnato al 4º Reggimento fanteria carrista dove promosso sottotenente nel luglio successivo, e nel settembre dello stesso anno partì volontario per combattere nella guerra di Spagna. Destinato alla 3ª Compagnia del Raggruppamento carri d'assalto si distinse nei successivi sei mesi di guerra. Cadde in combattimento l'8 aprile 1938 sulla strada per Cherta, e fu decorato con la medaglia d'oro al valor militare alla memoria con regio decreto del 1º giugno 1939. Il Governo spagnolo gli concesse alla memoria la Medaglia militare.

### Annotazioni
1. ↑  Tale unità aveva il motto: Ad victoriam velocior.

### Fonti
1. ↑  Combattenti Liberazione.
2. ↑   Bollettino ufficiale delle nomine, promozioni e destinazioni negli ufficiali e sottufficiali del R. esercito italiano e nel personale dell'amministrazione militare, 1939,  p. 1439. URL consultato il 12 marzo 2022.
3. ↑   Medaglie d'oro al valor militare, su Presidenza della Repubblica.
4. ↑  Registrato alla Corte dei conti addì 17 agosto 1939, guerra, registro 27, foglio 441.
5. ↑  Registrato alla Corte dei conti addì 25 gennaio 1939, guerra, registro 3, foglio 176.